# Костянка

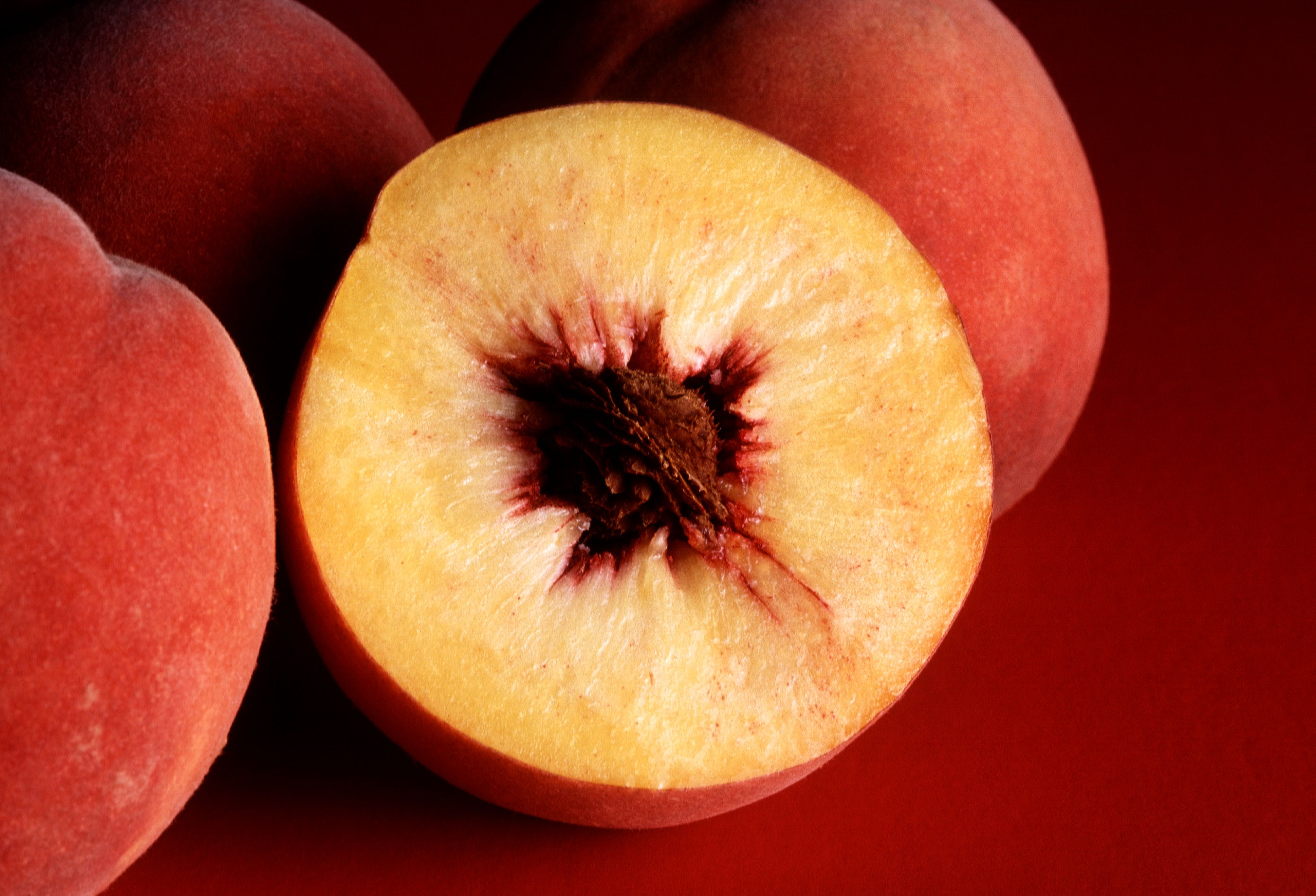
Персик — типичная костянка

Костя́нка (лат. drúpa) — сочный плод растений с резкой дифференциацией слоёв околоплодника: тонким кожистым внеплодником, мясистым межплодником и одревесневшим внутриплодником, заключающим семя и образующим твёрдую (каменистую или кожистую) косточку.

Косточка: эндосперм, зародыш, семенная кожура. Перикарпий: эндокарпий, мезокарпий, экзокарпий

Может быть апокарпной однокосточковой (однокостянка), образующейся из монокарпного гинецея — например, плоды вишни, сливы, персика; или ценокарпной однокосточковой — например у калины, кокосовой пальмы, оливы — такой плод называется пиренарием; или многокосточковой (многокостянка), образующейся из апокарпного гинецея, состоит из двух или многих плодиков-костянок, например, малина, ежевика, морошка, костяника .
Известны сухие костянки с кожистым (грецкий орех — плод развивается из псевдомонокарпного гинецея) или волокнистым (кокосовая пальма) межплодником.

## Ссылка
- Identification Of Major Fruit Types (англ.). Архивировано 20 ноября 2011 года.
- Fruits Called Nuts (англ.). Архивировано 19 апреля 2012 года.